# Gambusia lemaitrei
Gambusia lemaitrei är en fiskart som beskrevs av Fowler, 1950. Gambusia lemaitrei ingår i släktet Gambusia och familjen Poeciliidae. Inga underarter finns listade i Catalogue of Life.